# Матвеевский переулок (Санкт-Петербург)
Матве́евский переу́лок — переулок в Петроградском районе Санкт-Петербурга. Проходит от Кронверкской улицы до улицы Ленина.

## История
Современное название Матвеевский переулок известно с 1877 года, дано по располагавшейся в начале переулка церкви апостола Матфия и Покрова Пресвятой Богородицы. Церковь была взорвана в 1932 году. Бывшая прицерковная территория неофициально называется Матвеевским садом.

## Достопримечательности

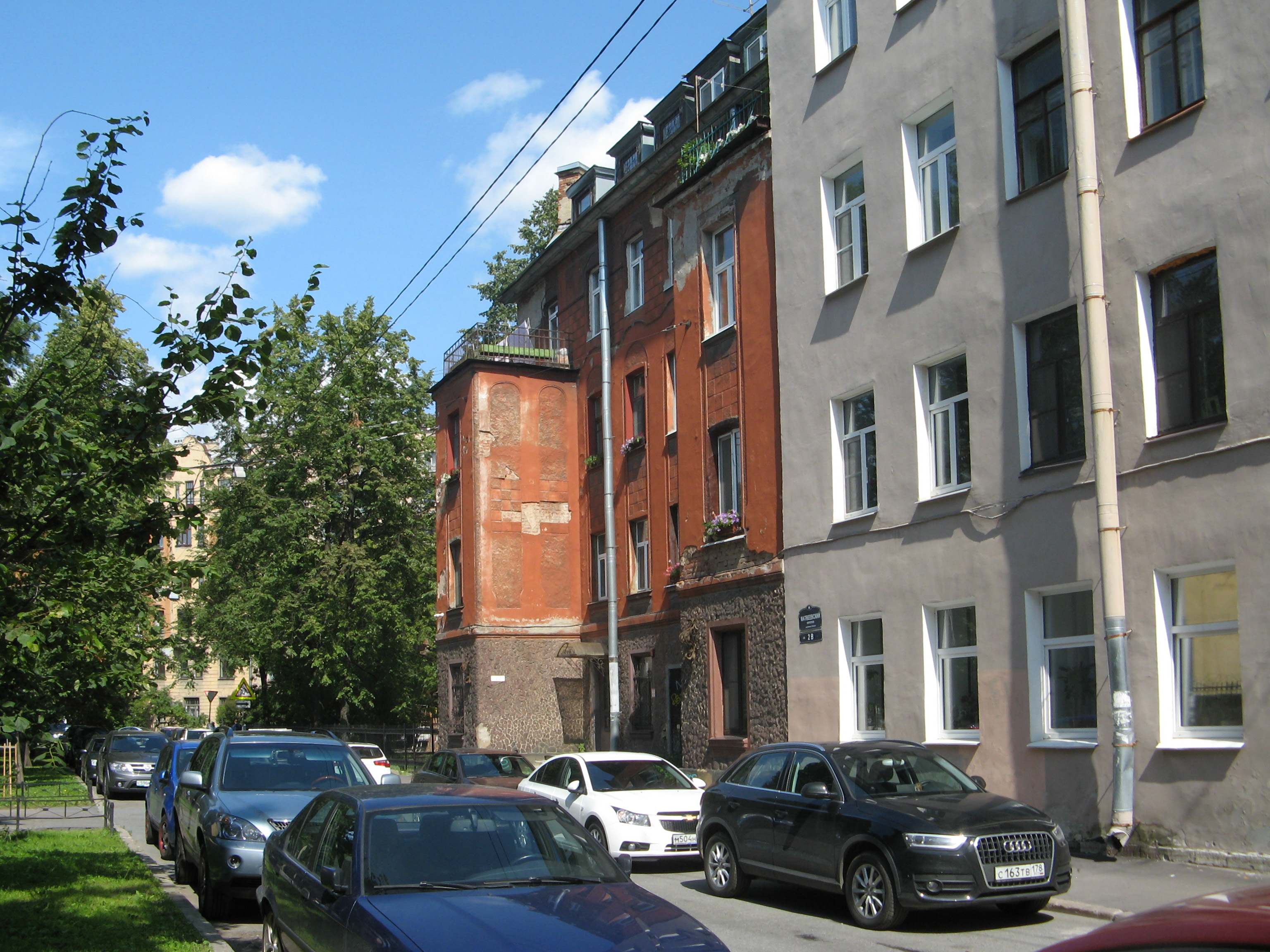
Дома № 2а (красный) и 2в

- Матвеевский сад
- Доходный дом И. Ф. Майорова (дом № 2а), построен в 1910 году в стиле модерн по проекту архитектора О. Л. Игнатовича.
- Петроградская АТС (дом № 5 по улице Ленина, находится на углу улицы и Матвеевского переулка), построена в 1925—1929 годах в стиле конструктивизма[2].  памятник архитектуры (вновь выявленный объект)[3]
- Доходный дом Н. Я. и Ф. Я. Колобовых («Колобовский дом») (дом № 8 по улице Ленина, находится напротив Матвеевского переулка), построен в 1908—1910 годах в стиле необарокко архитекторами С. Г. Гингером (автор-строитель) и М. И. фон Вилькеном (завершение)[4].  памятник архитектуры (вновь выявленный объект)[3]